# Oakland Clippers 1968
Questa pagina raccoglie i dati riguardanti gli Oakland Clippers nelle competizioni ufficiali della stagione 1968.

## Stagione
La squadra venne quasi confermata in blocco rispetto alla stagione precedente, con una nutrita colonia jugoslava. I Clippers nella stagione d'esordio della NASL ottennero il secondo nella Pacific Division, non raggiungendo l'accesso alla fase finale del torneo. Capocannoniere della squadra fu nuovamente Ilija Mitić con 18 reti.
La stagione seguente i Clippers furono attivi solo in amichevoli ed incontri di esibizione. 

## Organigramma societario
Area direttiva
- Presidente:

Area tecnica
- Allenatore: Ivan Toplak

## Rosa
| N. |                        | Ruolo | Calciatore        |
| -- | ---------------------- | ----- | ----------------- |
| 1  | Jugoslavia (bandiera)  | P     | Mirko Stojanović  |
| 2  | Jugoslavia (bandiera)  | C     | Stevan Bena       |
| 3  | Jugoslavia (bandiera)  | D     | Momčilo Gavrić    |
| 4  | Jugoslavia (bandiera)  | C     | Ilija Mitić       |
| 5  | Jugoslavia (bandiera)  | D     | Milan Čop         |
| 6  | Inghilterra (bandiera) | C     | Melvyn Scott      |
| 7  | Inghilterra (bandiera) | A     | Barry Rowan       |
| 7  | Paesi Bassi (bandiera) | A     | Jose Constancia   |
| 8  | Uruguay (bandiera)     | A     | Ademar Saccone    |
| 9  | Jugoslavia (bandiera)  | A     | Selimir Milošević |

| N. |                       | Ruolo | Calciatore          |
| -- | --------------------- | ----- | ------------------- |
| 10 | Costa Rica (bandiera) | A     | William Quirós      |
| 11 | Svezia (bandiera)     | A     | Kay Wiestål         |
| 12 | Norvegia (bandiera)   | C     | Trond Hoftvedt      |
| 14 | Costa Rica (bandiera) | A     | Édgar Marín         |
| 15 | Brasile (bandiera)    | D     | Mario Baesso        |
| 16 | Uruguay (bandiera)    | P     | Leonel Conde        |
| 18 | Jugoslavia (bandiera) | D     | Dimitrije Davidović |
| 19 | Jugoslavia (bandiera) | A     | Ilija Lukić         |
| 20 | Jugoslavia (bandiera) | C     | Dragan Đukić        |